# Roc Saint Gervais
Le roc Saint Gervais est un piton rocheux de 620 m d'altitude, surmonté d'un cimetière attenant à une chapelle du hameau des Douzes, commune d'Hures-La-Parade, Lozère, région Occitanie, France.

## Localisation
Le roc se situe en rive droite de la Jonte, sur un piton rocheux dressé à la confluence du ravin des Bastides et des gorges de la Jonte. Ce site de la bordure du causse Méjean, domine de cent trente mètres la vallée de la Jonte. On y accède par un sentier à partir du village des Douzes.

## Une chapelle dédiée à saint Gervais et saint Protais
La chapelle Saint Gervais est dédiée aux frères jumeaux Gervais et Protais, martyrisés à Milan en l'an 57, sous le règne de Néron. Saints et martyrs, ils sont invoqués contre le rachitisme des enfants, la cécité et pour la prospérité des troupeaux. Les éleveurs des causses ont su maintenir un pèlerinage des bergers, chaque premier dimanche de juillet, qui se termine par la bénédiction des branches de buis cueillies le long du chemin qui mène au roc. Une fois reliés entre eux, ces rameaux sont destinés à être placés dans des bergeries, afin de préserver le bétail de la maladie et de garantir la protection des bâtiments contre la foudre et l'incendie.
De nombreux habitants des Douzes reposent dans le cimetière et étaient portés à bras sur le sentier escarpé avant d'être inhumés près de la chapelle.

## L'abandon du site
Il est probable que le roc Saint Gervais ait abrité une petite communauté comme l'indiquent les aménagements dans les rochers (restes de murs, roches taillées, etc.). De même, une citerne située près de la chapelle rappelle les techniques de récupération des eaux de pluie pratiquées par les habitants de ce nid d'aigle. Rassemblés autour de la chapelle et rassurés par la situation dominante du roc, on sait qu'en 1208 les habitants étaient sous la protection d'un seigneur local : Jehan des Douzes, sire de Saint Gervais. Mais au XIVe siècle, les moulins situés près de la rivière sont plus fréquemment cités dans les actes et indiquent un déplacement probable de la population du roc Saint Gervais vers la vallée de la Jonte, dans l'actuel hameau des Douzes.

## Galerie de photos

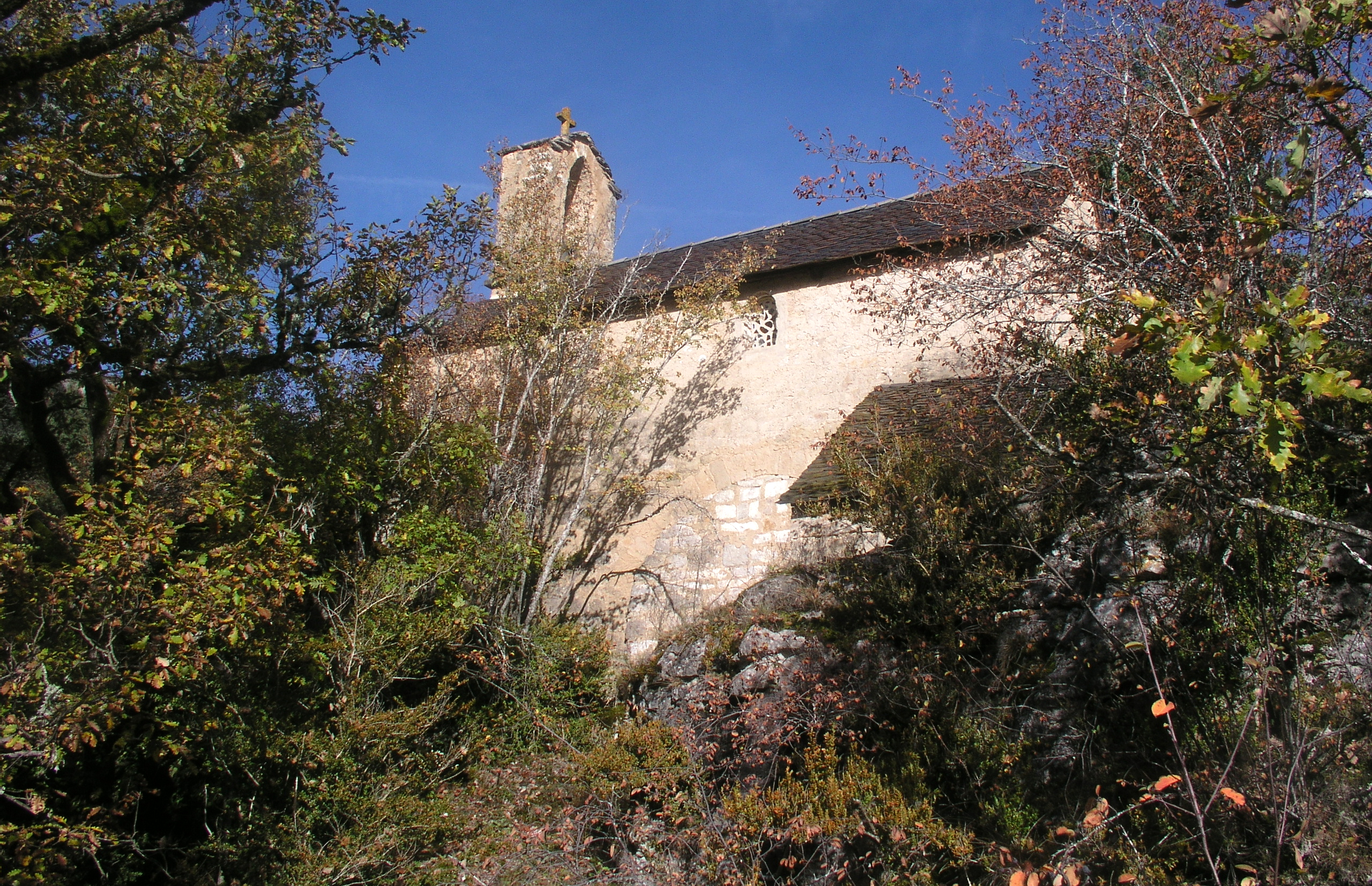
La chapelle Saint Gervais.
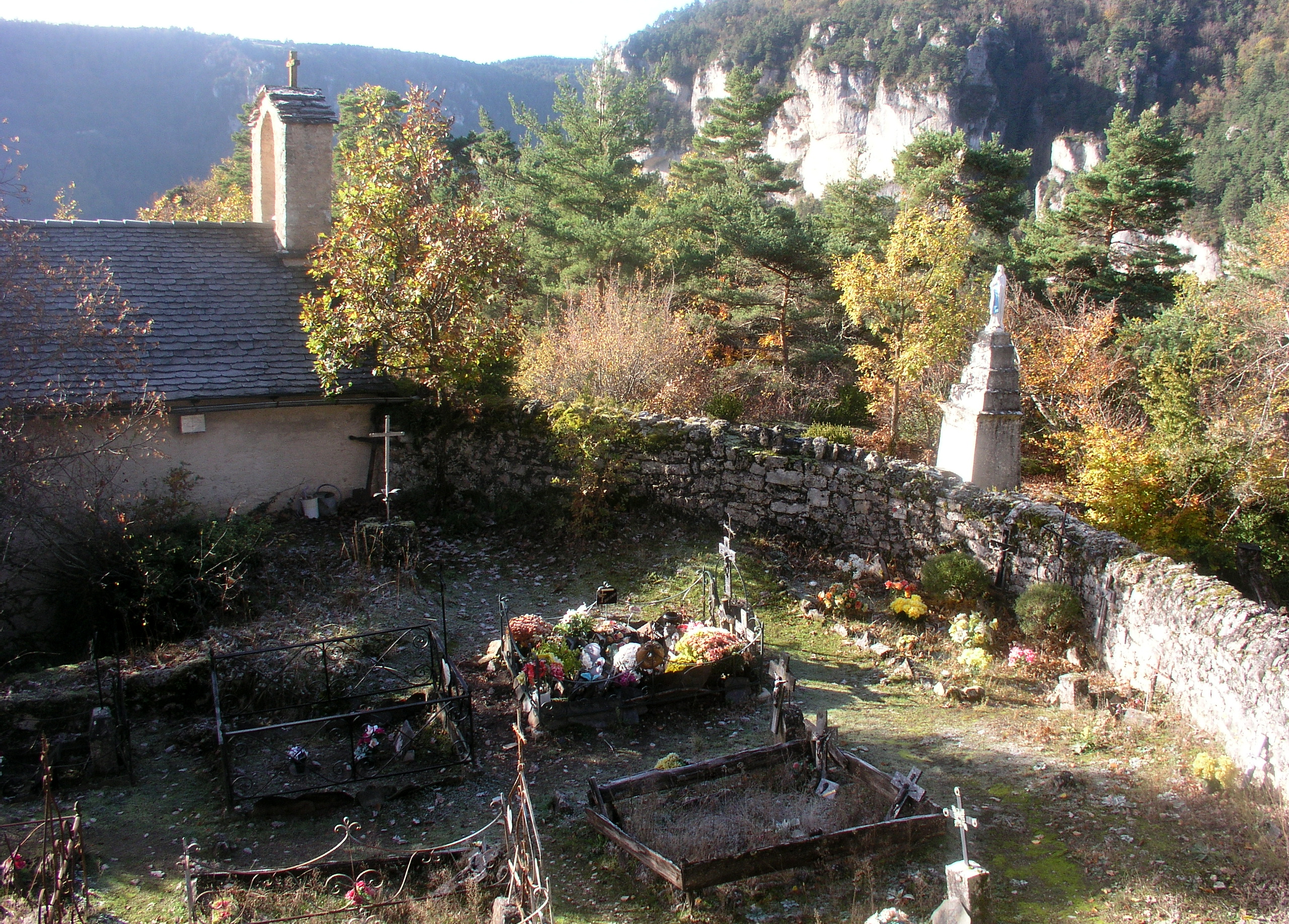
Le cimetière et la chapelle.
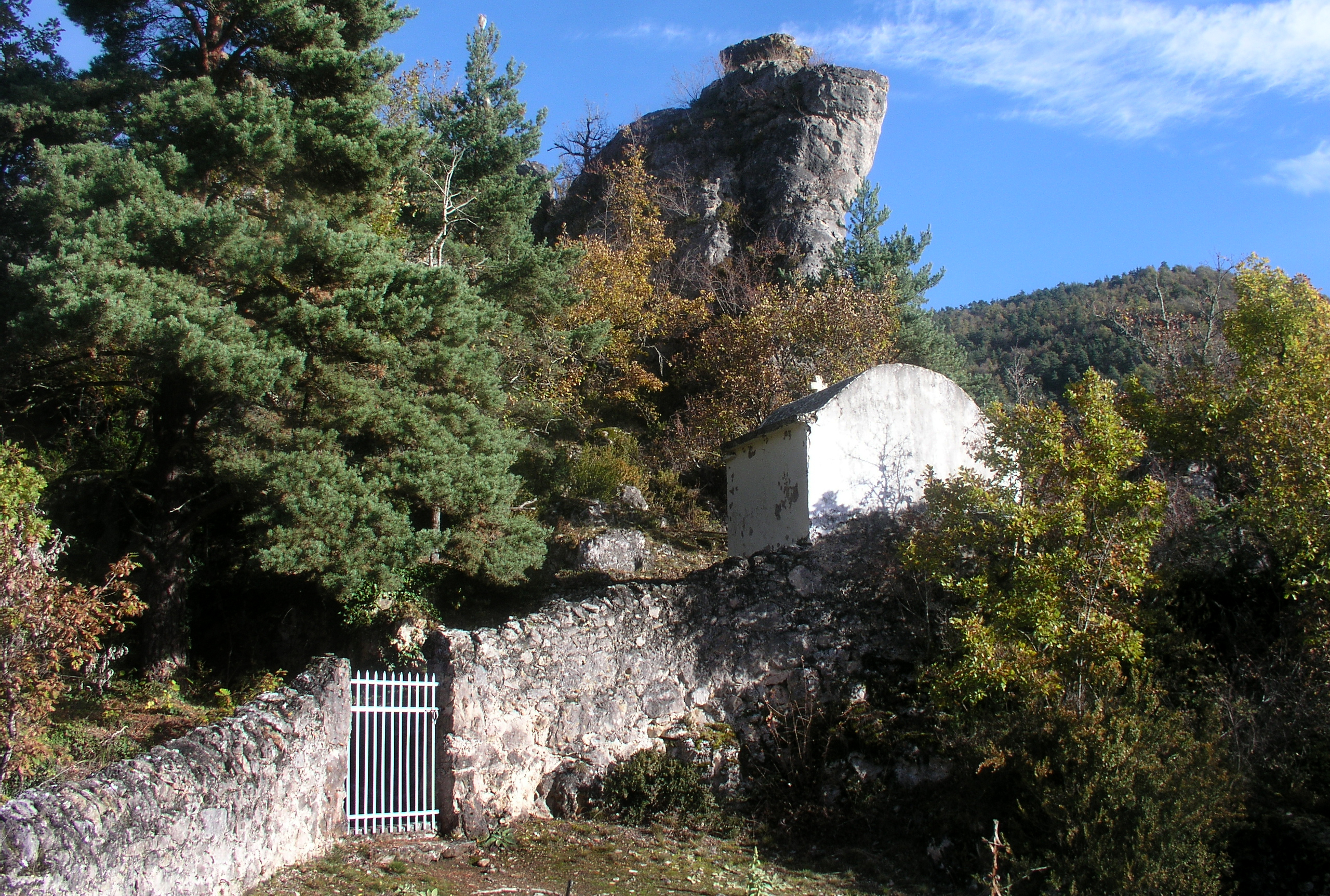
Le roc Saint Gervais (alt. 620 m) et l'entrée du cimetière.
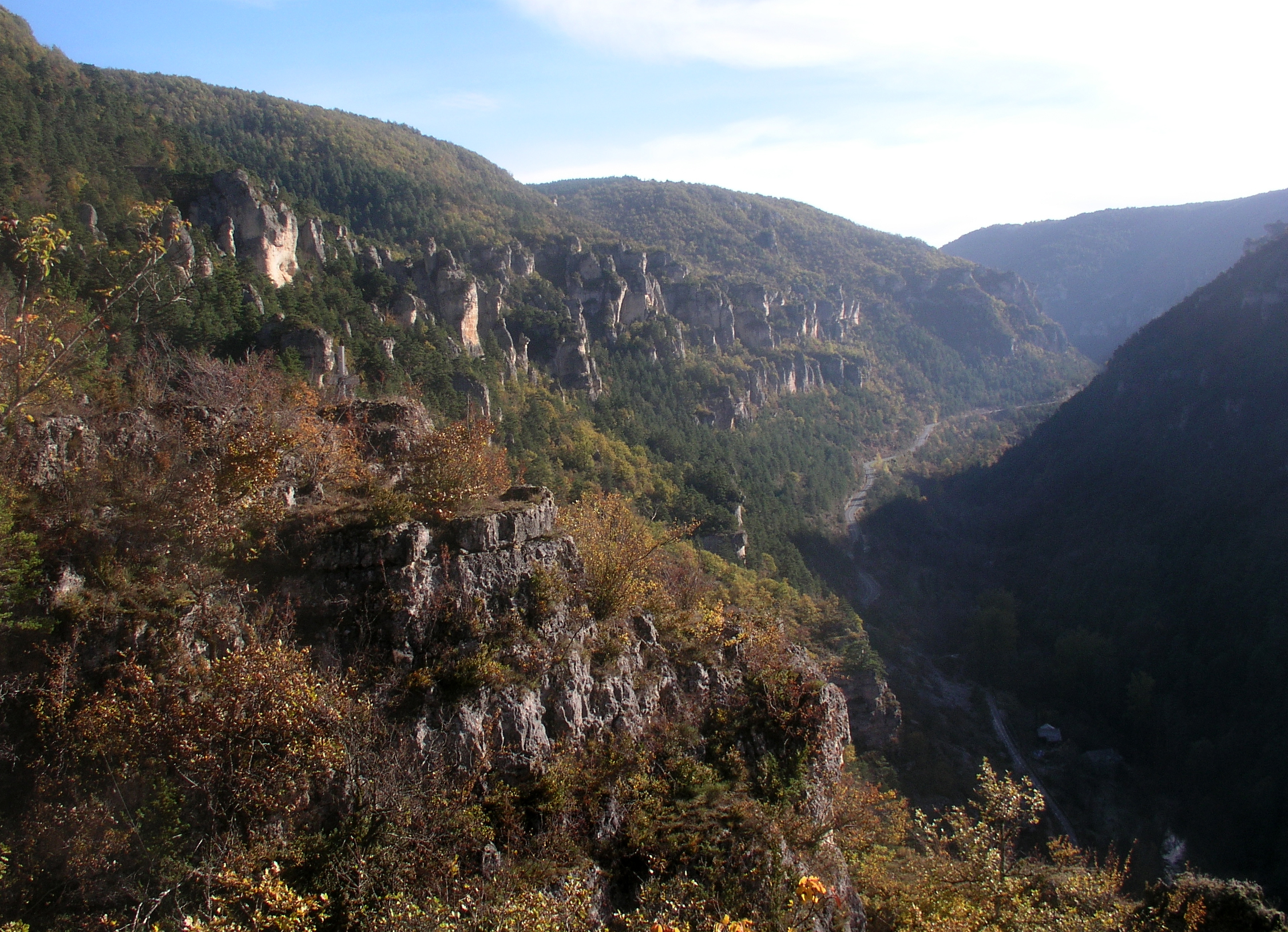
Les gorges de la Jonte vues depuis le roc Saint Gervais.
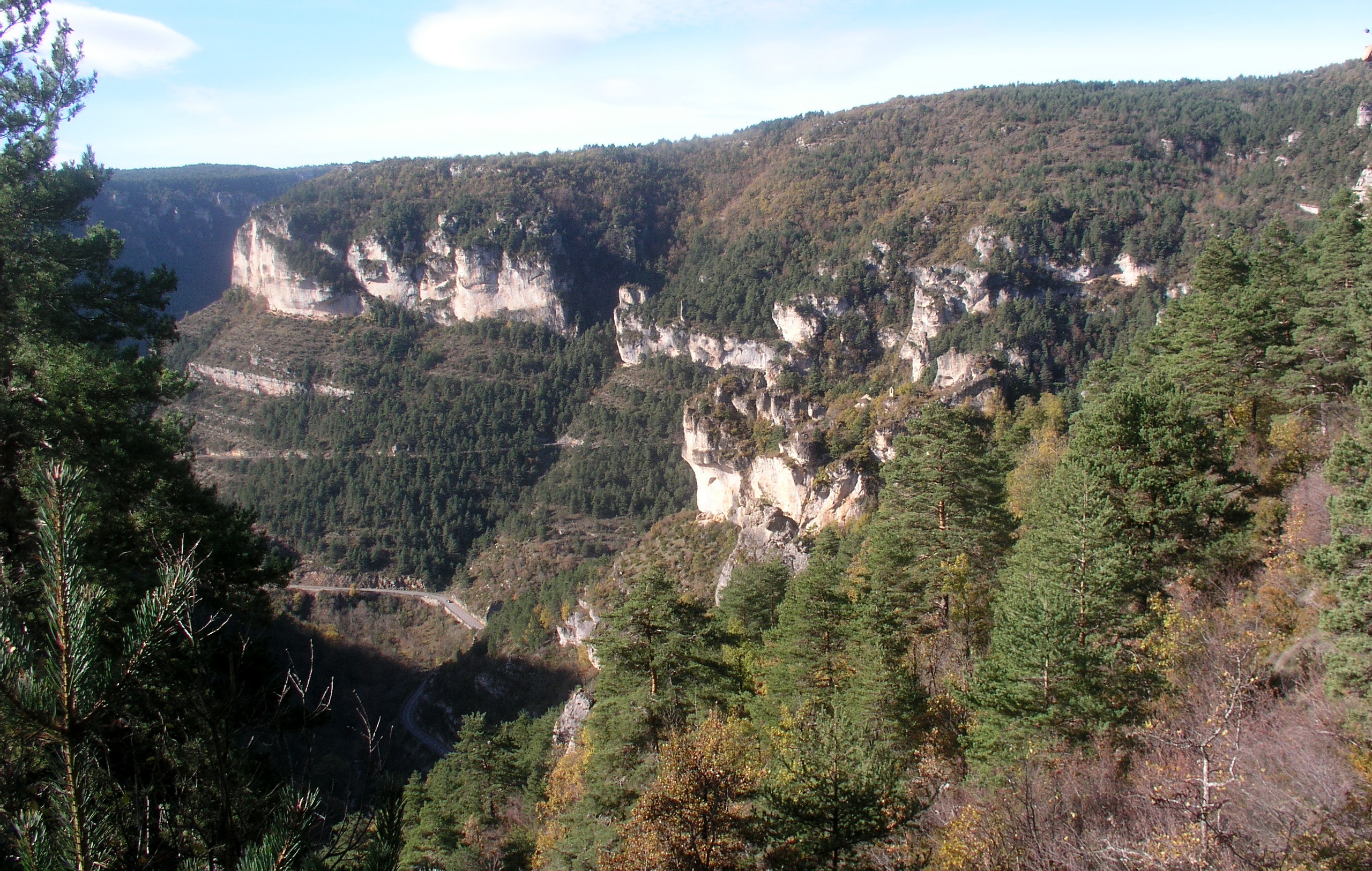
Le ravin des Bastides vu du roc Saint Gervais.